# The Forward
The Forward (en yidis: פארווערטס) (transliterado: Forverts), anteriormente conocido como The Jewish Daily Forward, es una organización estadounidense de medios de comunicación dirigida hacia un público judío estadounidense. La revista fue fundada en 1897 como un diario socialista en yidis. Se empezó a publicar una edición del periódico cada dos semanas en inglés, desde 1990.
En el siglo XXI, The Forward es una publicación digital, con noticias en línea. En 2016, la publicación de la versión en yidis, cambió su formato impreso de un periódico quincenal, al de una revista mensual: el periódico semanal en inglés siguió ese camino en 2017. Estas revistas se publicaron en formato físico, hasta el año 2019, a partir de ese año empezaron a editarse únicamente en formato digital y en línea.
La perspectiva de The Forward sobre las noticias mundiales y nacionales, y sus informes sobre la perspectiva judía en los Estados Unidos, la han convertido en una de las publicaciones judías estadounidenses más influyentes. The Forward es publicada por una asociación independiente sin ánimo de lucro. The Forward tiene un enfoque editorial políticamente progresista.
The Yiddish Forward (transliterado: Forverts) es un centro de intercambio de información, sobre los últimos desarrollos que han acontecido en el Mundo moderno, en idioma yidis, la publicación digital cuenta con noticias casi diarias, relacionadas con el idioma y la cultura yidis, así como videos de demostraciones de cocina, humor judío y nuevas canciones en yidis. Una versión en yidis de la canción del cantautor Leonard Cohen Hallelujah, fue traducida e interpretada por el artista de música klezmer Daniel Kahn, el cual obtuvo más de un millón de visitas.
El 17 de enero de 2019, la publicación anunció que dejaría de publicar su edición impresa, y que solamente publicaría la versión digital en línea, de sus ediciones en inglés y en idioma yidis. También se anunció el despido de su editor en jefe, y del 20% por ciento de su personal editorial.